# Hamilton Lanphere Smith
Hamilton Lanphere Smith (New London (Connecticut), 5 novembre 1819 – New London (Connecticut), 1º agosto 1903) è stato uno scienziato, astronomo e fotografo statunitense.
La ricerca al microscopio nel campo delle diatomee e quella relativa al perfezionamento della ferrotipia (tintype nei paesi anglosassoni) ne fanno uno scienziato molto importante nel corso del XIX secolo.

## Biografia
Hamilton Lanphere Smith fu il primo figlio di Anson e Amy Beckwith.
Laureato alla Yale University nel 1839, dove da studente costruì nel 1838 il telescopio più grande degli USA insieme a Ebenezer Porter Mason (1819-1840), come scrive la professoressa Danison Olmsted, si trasferì insieme alla famiglia a Cleveland per aiutare l'attività commerciale del padre. Nel 1841 sposò Susan Beecher che morì un anno dopo nel dare alla luce una bimba. Cinque anni dopo Smith sposò Julia Buttles da cui ebbe due figli.
Gli studi scientifici però erano il suo massimo interesse, nonostante gli impegni familiari, pubblicando due libri "A Natural Philosophy for Schools" (1842) e "The World: First Lessons in Science and Astronomy" (1845) e lavorando come redattore della rivista "Annals of Science" dal 1842 al 1844. Nel 1853, dopo aver lasciato Cleveland, ottenne la cattedra di Natural Philosophy e Astronomia al Kenyon College di Gambier, Ohio.
Nel frattempo si era interessato al dagherrotipo di cui aveva scritto fin dal 1841 e al nuovo processo al collodio. Dopo aver letto del procedimento del francese Adolphe Alexandre Martin, pubblicato nel 1853, Smith proseguì e perfezionò la tecnica, utilizzando sottili fogli di ferro "japannato", come si diceva allora grazie al processo di lucidatura nera proveniente dal Giappone, prima di spalmarvi sopra il collodio. Dopo averlo brevettato nel 1856 vendette il brevetto a Peter Neff (1827-1903), suo studente, il quale commercializzando il processo riscosse i diritti d'autore. Ne seguì una controversia con Victor Griswold (1819-1872), peraltro ex compagno di classe al Kenyon College, che aveva brevettato nello stesso periodo un processo simile.
Smith lasciò il Kenyon College nel 1868 per trasferirsi a New York presso Hobart College dove rivestì anche la carica di presidente.
Oltre all'astronomia e alla fotografia un suo campo di notevole interesse fu la ricerca al microscopio in particolare delle diatomee, classificandone ben 750, che rappresentano una delle più importanti classi di micro alghe d'acqua dolce, fonte d'ossigeno della Terra. Di tutto ciò pubblicò alcuni libri e testi in varie riviste, accompagnate dalle immagini dei vetrini per microscopio, l'ultimo dei quali, scritto assieme a Arthur Mead Edwards e Christopher Johnston dal titolo "Practical Directions for Collecting, Preserving, Transporting, Preparing and Mounting Diatoms" fu pubblicato nel 1877. La sua collezione di oltre 4.000 bottiglie con le varietà di diatomee provenienti dalle acque di tutto il mondo, frutto di scambi con altri ricercatori, nonché gran parte dei suoi libri, della corrispondenza e dei vetrini sono andati perduti.
Lasciò l'insegnamento nel 1900. Morì nel mese di agosto 1903 in seguito ad una caduta. Sua moglie era morta nel 1891 ed aveva visto morire tutti e tre i figli prima di lui. A maggio dello stesso anno era morto anche il suo protetto, Peter Neff.